# Konsztantyin Georgijevics Pausztovszkij
Konsztantyin Georgijevics Pausztovszkij (oroszul: Константин Георгиевич Паустовский; Moszkva, 1892. május 31. – Moszkva, 1968. július 14.) szovjet-orosz elbeszélő, regényíró, akit 1965-ben irodalmi Nobel-díjra jelöltek.

## Élete
Konsztantyin Pausztovszkij Moszkvában született, apja zaporizzsjai kozákok leszármazottja volt, vasúti statisztikus, és „egy gyógyíthatatlan romantikus és protestáns”. Anyja lengyel értelmiségiek családjából való volt. Konsztantyin Ukrajnában nőtt fel, részben vidéken, részben pedig Kijevben. Tanulmányait egy kijevi gimnáziumban végezte, ahol iskolatársa volt Mihail Bulgakov. Amikor hatodéves volt, apja elhagyta a családot, így kénytelen volt magánórákat adni, hogy a megélhetését biztosítani tudja. 1912-ben belépett a Kijevi Egyetem természettudományi karára. 1914-ben átment a Moszkvai Egyetem jogi karára, de az I. világháború félbeszakította tanulmányait.

## Jelölés irodalmi Nobel-díjra
1965-ben Pausztovszkijt irodalmi Nobel-díjra jelölték, de a szovjet hatóságok nyomása következtében a díjat végül Mihail Alekszandrovics Solohov nyerte el, aki lojálisabbnak bizonyult a szovjet rezsimmel szemben.

## Fontosabb művei (megjelenési sorrendben)
- Morszkije nabroszki. (Tengeri vázlatok). RIO CK vodnyikov. 1925. Moszkva.
- Vsztrecsnije korabli. (Hajók találkozása.) Molodaja Gvargyija. 1928. Moszkva.
- Blisztajuscsije oblaka. (Fényes felhők. Magyarul: A pilóta naplója.) Proletarij. 1929. Harkov.
- Kara-Bugaz. (Kara-Bugaz). Molodaja Gvargyija. 1932. Moszkva.
- Kolhida. (Kolhisz. Magyarul: Mezítlábas Odisszeuszok. Majd: Az aranygyapjú földjén.) Gyetizdat. 1934. Moszkva.
- Romantyiki. (Romantikusok.) Hudozsesztvennaja lityeratura. 1935. Moszkva.
- Csornoje morje. (A Fekete-tenger.) Hudozsesztvennaja lityeratura. 1936. Moszkva.
- Letnyije dnyi. (Nyári napok.) Gyetizdat. 1937. Moszkva.
- Szevernaja poveszty. (Északi történet.) Molodaja Gvargyija. 1939. Moszkva.
- Mescsorszkaja sztorona. (A Mescsora-vidék.) Molodaja Gvargyija. 1939. Moszkva.
- Nas dnyi. (Napjaink.) Szovjetszkij piszatyel. 1942. Taskent.
- Lenyingradszkaja nocs. (Leningrádi éjszaka.) Vojenmorizdat. 1943. Moszkva.
- Daljokije godi. (Letűnt esztendők.) Gyetgiz. 1946. Moszkva.
- Poveszty o leszah. (Mesél az erdő.) Gyetgiz. 1948. Moszkva.
- Beszpokojnaja junoszty. (Nyugtalan ifjúság.) Szovjetszkij piszatyel. 1954. Moszkva.
- Zolotaja roza. (Az aranyrózsa.) Szovjetszkij piszatyel. 1955. Moszkva.
- Izbrannije proizvegyenyija v dvuh tomah. (Válogatott művek I-II.) Goszudarsztvennoje izdatyelsztvo hudozsesztvennoj lityeraturi. 1956. Moszkva.
- Nacsalo nyevedomovo veka. (Új korszak hajnalán.) Szovjetszkij piszatyel. 1956. Moszkva.
- Szobranyije szocsinyenyij v sesztyi tomah. (Összegyűjtött művek I-VI.) Goszudarsztvennoje izdatyelsztvo hudozsesztvennoj lityeraturi. 1957-1958. Moszkva.
- Vremja bolsih ozsidanyij. (Nagy várakozások kora.) Szovjetszkij piszatyel. 1958. Moszkva.
- Broszok na jug. (Kitérő Délre.) Szovjetszkij piszatyel. 1961. Moszkva.
- Potyerjannije romani. (Elveszített regények.). Kaluzsszkoje knyizsnoje izdatyelsztvo. 1962. Kaluga.
- Knyiga szkitanyij. (Barangolások könyve.) Izdatyelsztvo „Szovjetszkaja Rosszija”. 1964. Moszkva.
- Dim otyecsesztva. (A haza füstje.) Izdatyelsztvo „Szovjetszkaja Rosszija”. 1964. Moszkva.
- Poveszty o zsiznyi v dvuh tomah. (Életem regénye I-II.) Izdatyelsztvo „Szovjetszkaja Rosszija”. 1966. Moszkva.
- Najegyine sz oszenju. (Kettesben az ősszel.) Szovjetszkij piszatyel. 1967. Moszkva.
- Szobranyije szocsinyenyij v voszmi tomah. (Összegyűjtött művek I-VIII.) Izdatyelsztvo „Hudozsesztvennaja lityeratura”. 1967-1970. Moszkva.
- Poetyicseszkoje izlucsenyije. (Költői sugárzás.) Molodaja Gvargyija. 1976. Moszkva.

## Magyarul
- Mezítlábas Odisszeuszok; ford. Amália Josifnova Steiner; Szikra, Bp., 1948
- Kara-Bugaz; ford. Fedor János; Új Magyar Könyvkiadó, Bp., 1948
- Mesél az erdő; ford. Galló Árpád, F. Nagy László; Új Magyar Könyvkiadó, Bp., 1950
- Szárnyaló idő és más elbeszélések; ford. Sultson Ina, Kardoss Tilda; Új Magyar Kiadó, Bp., 1953 (Szovjet kisregények)
- Az aranygyapjú földjén és egyéb elbeszélések; ford. Seres J. Amália, Sultson Ina, Kardoss Tilda; Új Magyar Kiadó, Bp., 1955 (Olcsó könyvtár)
- Észak leánya. Színmű; ford. Móricz Virág; Népi Alkotások Tartományi Háza, Nagyvárad, 1958
- A fagylehelő paripa. Mesék, elbeszélések; ford. Halasi Andor, Gellért György; Móra, Bp., 1958
- Az aranyrózsa. Vallomások az írói munkáról; ford. Szöllősy Klára; Bibliotheca, Bp., 1958
- Nyugtalan ifjúság. Regény; ford. Szőllősy Klára; Európa, Bp., 1958
- Nagy várakozások kora / Új korszak hajnalán; ford. Szőllősy Klára, versford. Urbán Eszter; Európa, Bp., 1959
- A pilóta naplója. Kalandregény; ford. Dalos László; Kozmosz könyvek, Bp., 1967
- Barangolások könyve / Kitérő délre; ford. Szőllősy Klára; Európa, Bp., 1965
- A haza füstje. Regény; ford. Makai Imre, versford. Maróti Lajos, bev. Koroknai Zsuzsa; Magvető, Bp., 1965 (Világkönyvtár)
- Vallomások festőkről; ford. Mándy Stefánia; Magyar Helikon–Európa, Bp., 1969
- Romantikusok. Regény; ford. Dalos László; Móra, Bp., 1970 (Kozmosz könyvek)
- Északi történet. Kisregények; ford. Brodszky Erzsébet et al.; Európa, Bp., 1971
- Jegyzetek a cigarettásdobozon; összeáll., utószó Dalos László, ford. Dalos László, Szőllősy Klára; Gondolat, Bp., 1971
- Fehér szivárvány. Elbeszélések; vál. Dalos László, ford. Dalos László et al.; Európa, Bp., 1971
- Az aranyrózsa. Vallomások az írói munkáról, megemlékezések; ford. Szőllősy Klára, Dalos László; Európa, Bp., 1973
- Messzi-bolyongás; vál., ford. Dalos László; Gondolat, Bp., 1974 (Világjárók)
- Hőstett; ford. Gellért György, Halasi Andor; Móra, Bp., 1976 (Már tudok olvasni)
- Esős hajnal. Kisregények és elbeszélések; vál. Dalos László, ford. Dalos László et al.; Európa, Bp., 1979 (A szovjet irodalom könyvtára)